# Свети Архангел Михаил (Еленово)
„Свети Архангел Михаил“ е православна църква край Благоевград, България, част от Неврокопската епархия на Българската православна църква.

## История
Храмът е разположен източно от Благоевград на трудно достъпно възвишение между квартал Еленово и село Еленово. Строежът на храма започва през 1952 година от жителите на село Еленово Янко Стоилов, Йордан Костадинов, Смилен Цветков, Илинка Алексова на мястото на малък параклис. Парцелът е дарен от Илинка Алексова. Парите не стигат за замисления голям храм и вместо това в непосредствена близост е построен друг параклис. В 1983 година е взето решение за разширяване на храма. В 1984 – 1985 година храмът е разширен. В 1986 година е съборена част от южната стена на храма. В 1992 година храмът е цялостно разширен. Осветен в 1996 година от митрополит Натанаил Неврокопски и архиепископ Хрисостом I Кипърски.
В 2007 година започва проект за обновяване на храма и осигуряване на архитектурно достъпна среда към него. Църквата се сдобива с нов открит трем на запад.